# Jaume Miró i Adrover
Jaume Miró Adrover (Cala Millor, Mallorca, 30 de març de 1977) és un dramaturg, guionista i director mallorquí.
Miró estudià Filosofia a la Universitat de les Illes Balears (UIB) on s'hi llicencià. El curs 2000-2001 obtingué una beca Erasmus per anar a la Facultat de Filosofia de la Universitat de Sheffield al Regne Unit. Més tard realitzà un màster en filosofia contemporània a la Universitat de les Illes Balears. Com a guionista i dramaturg es formà en diferents cursos impartits per José Sanchis Sinisterra, Syd Field, la factoria de comèdia The Second City, Albert Boadella o David Harrower, entre d'altres.
Amb devuit anys, Miró escriví Balseros, la seva primera obra. El 1997 rebé una menció honorífica en el I Concurs de Textos Teatrals de la Universitat de les Illes Balears per l'obra Noctàmbuls. El 1999 l'estrenà i dirigí amb la companyia que creà amb el nom de l'obra homònima, i el 2000 fou publicada per El Gall Editor. El 2002 estrenà amb la seva companyia El funeral d'en Singelpeu i el 2004 La fuga. Durant l'any 2005 escriví l'obra commemorativa de l'Any de la Llata a Capdepera: Llata, història d'un retorn i, en homenatge al poeta Andreu Vidal (1959-1998), escriví De les criatures del bosc, que l'any 2014 publicà en forma de còmic amb il·lustracions de Pau Arévalo. El 2005 també estrenà i dirigí L'Atlàntida i el 2006 Zona d'exclusió i Terra borda. Continuà la seva producció teatral amb obres com el monòleg El sopar, Diari d'una miliciana (2009) que el 2012 guanyà el Premi Teatre Principal de textos teatrals, i Adults normals que guanyà el premi Literari Pare Colom de textos teatrals de 2010. En aquesta obra Miró presenta la societat actual formada per persones lliures per consumir, fins i tot, lliures per expressar-se, però sense la capacitat per pensar lliurement i obrar en conseqüència, fins i tot, disposant d’un catàleg de drets aparentment garantits.
El 2011 escriví i dirigí per al projecte Teatre íntim/Microteatre, En el niu de l'etern retorn i per a la companyia Noctàmbuls In the Backyard. Aquest any Noctàmbuls li estrenà Panfonteta. El 2013 fou guardonat amb el Premi Bartomeu Rosselló-Pòrcel dels premis 31 de Desembre de l'Obra Cultural Balear (OCB). El 2014 escriví i estrenà Dels llargs camins. Tant aquesta obra, que rebé diversos premis, com Diari d'una miliciana es representaren amb gran èxit a Mallorca i Barcelona.
A partir del 2017 Miró se centrà en el teatre documental, especialment en la recerca sobre la Guerra Civil a Mallorca. És a dir, a donar cobertura dramatúrgica a tot un seguit de documents (cartes, diaris, testimonis orals, etc.) perquè parlin amb veu pròpia. Miró retalla, compon, reestructura, però no perverteix ni modifica en essència la naturalesa del document original. Escriví una obra de teatre documental sobre el mite d'Antígona (2017) a través dels familiars de les víctimes de la guerra i un documental per a TV3 i IB3: Milicianes (2017). En aquest documental se segueixen les anotacions del diari d’una miliciana anònima que prengué part del desembarcament de Mallorca de tropes antifeixistes per alliberar l'illa i que fou afusellada i enterrada en una fossa comuna al cementeri de Son Coletes (Manacor).
El teatre documental de Miró s'analitzà el 2017 en exclusiva en una de les ponències (L’escena com a espai de meta-justícia: el teatre documental sobre la Guerra Civil de Jaume Miró de Mariona Surribas) en un dels seminaris de la trobada anual de la North American Catalan Society de la Universitat d'Indiana Bloomington als Estats Units.

## Premis
- Premis Literaris Pare Colom (2010) per a Adults normals.
- Premi Teatre Principal de Textos Teatrals a Diari d'una miliciana 2012[6]
- Premi Bartomeu Rosselló-Pòrcel (Premis 31 de Desembre de l'Obra Cultural Balear) a la trajectòria jove 2013.[7]
- Premi millor text dels Premis de l'Associació de Teatres Públics de les Illes Balears 2014 a Dels llargs camins.[8]
- Premi Teatre Breu En-viu 2019 a l'obra La vida espera.[9]
- Guanyador de la I beca Autor Resident del Teatre Principal de Palma 2019 per Inexcloure.[10]